# Непрактикующий католик
Непрактикующий католик — человек, который крещён и считает себя католиком, но не полностью исповедует свою веру. Не практикующий католик по-прежнему считается католиком в соответствии с каноническим правом.

## Интерпретации
В словаре Мерриама-Вебстера определение «ушедший» по отношению к «ушедший католик» означает «больше не верить или следовать учениям религии». Тезаурус «Американского писателя» связывает термин «ушедший католик» с тем, «кто отступает». Таким образом, уход в отставку не обязательно связан с отсутствием веры. Однако автор Дэниел Форд связывает то, что он ушедший католик, с неприятием католического учения, либо полностью, либо будучи «католиком по меню».
Другие источники связывают этот термин с отказом от практики католической религии, а не с отказом от её доктрины. Таким образом, Кембриджский словарь для продвинутых учащихся определяет «ушедший», опять же по отношению к «ушедшему католику», как «больше не участвующий в деятельности или организации», а Оксфордский словарь говорит только о том, что «больше не следует правилам и практикам религии или доктрины».
Ричард Джон Нейгауз провел различие между католическими и протестантскими представлениями о том, что значит «впасть в грех», процитировав Г. К. Честертона, который заметил, что протестант обычно говорит, что он хороший протестант, в то время как католик обычно говорит, что он плохой католик. Для многих быть ушедшим католиком — это просто ещё один способ быть католиком.

## Католическое учение о членстве в Церкви
Согласно католической вере, крещение «запечатывает христианина неизгладимым духовным знаком принадлежности ко Христу. Никакой грех не может стереть эту отметину, даже если грех мешает крещению принести плоды спасения».
Даже форма порицания, известная как отлучение, не стирает этот сакраментальный характер их крещения; но отлученные от Церкви лица «отрезаны от Церкви», им запрещено принимать Евхаристию и все другие таинства, а также принимать активное участие в литургии (чтение, служение у алтаря и т. д.).

## История
Во времена преследований христиан в Римской империи многих христиан, включая духовенство и даже некоторых епископов, называли лапси (те, кто поскользнулся и упал) в противоположность стантам (те, кто твердо стоял на ногах). В Церкви сложилось разное отношение к ушедшим: одни считали, что их никогда не следует повторно принимать в Церковь перед смертью, другие были за то, чтобы требовать от них серьёзной епитимьи перед повторным принятием, в то время как другие снова были более снисходительны. Первый Никейский собор настаивал на том, что любое духовенство, ушедшее в отставку, не должно быть повторно допущено к священническому званию.
С 1983 года официальный акт отступничества от католической церкви был признан в 1983 Кодексе канонического права, лишающем перебежчиков права на привилегии членства в Церкви, такие как вступление в брак в церкви. Эта форма дезертирства была удалена из Кодекса в 2009 году.
В вопросе о религии переписи населения Ирландской Республики «ушедший (римско-католический)» (опция записи, а не предварительно напечатанный флажок) впервые был выделен отдельно в 2011 году, когда было зарегистрировано 1268 человек (0,033 % от общего числа «римско-католических»); перепись 2016 года зафиксировала 8094 человека (0,21 %).

## Действующее каноническое право
Сегодня латинский католик, который впадает в грех настолько, что становится отступником, еретиком или раскольником, автоматически отлучается от церкви; и, пока отлучение не будет снято, ему запрещено принимать какое-либо служительское участие в праздновании мессы или других церемоний богослужения, праздновать или принимать таинства или выполнять какие-либо церковные функции. Это обязательство, которое связывает отлученного от церкви человека. Если Церковь публично не объявила об отлучении, а не просто наложила его автоматически, отлученный от церкви человек не может только на этом основании публично отказаться от причастия, даже священник, который знает об этом. Однако, чтобы помочь в заключении брака кому-либо, кто «заведомо» (то есть широко известно, что он это сделал) отверг католическую веру, священнику требуется разрешение рядового, и также требуются те же обещания, которых требуют супруги в смешанных браках.
В Кодексе канонического права 1983 года и непринятии Причастия во время Пасхальной Недели, кроме рекомендации к покаянию и примирению.